# Esther Nyffenegger
Esther Nyffenegger (* 20. Juli 1941 in Zürich) ist eine Schweizer Violoncellistin, Pianistin und Musikpädagogin.

## Leben und Werk
Esther Nyffenegger studierte Klavier am Konservatorium Winterthur und Violoncello bei Richard Sturzenegger an der Musikhochschule Zürich. Vertiefungsstudien absolvierte sie in Meisterkursen bei Pau Casals und Enrico Mainardi.
Seit 1960 wirkte Esther Nyffenegger als Mitglied des Kammermusikensembles Zürich. Von 1962 bis 1968 war sie Solovioloncellistin der Festival Strings Lucerne. Sie unternahm ausgedehnte Konzertreisen als Kammermusikerin und als Solistin durch Europa, Amerika und Südafrika.
Esther Nyffenegger unterrichtete als Cellopädagogin in Luzern, Winterthur und an der Tokyo University of Fine Arts and Music. Sie spielte zahlreiche Tonträger vom Frühbarock bis zur zeitgenössischen Moderne ein, auf denen ihr profundes Cellospiel dokumentiert ist. 1974 brachte sie in Genf das für sie komponierte 2. Cellokonzert von Heinrich Sutermeister zur Uraufführung. 1977 führte sie als erste das Cellokonzert von Hans Pfitzner auf, das bis dahin als verschollen galt.
Esther Nyffenegger war mit dem deutschen Chirurgen und Hochschullehrer Ernst Kern verheiratet.